# GReader
GReader és un agregador de canals RSS per a Android que integra directament canals d'altres agregadors rellevants com Feedly o The Old Reader a més de tots els canals RSS que l'usuari consideri oportú. És un agregador que neix el 2014.